# Berliner Stadtbahn
| | |                                              |                                              |
| Streckennummer (DB): | 6024 (S-Bahn) 6109 (Fernbahn) |                                              |                                              |
| Kursbuchstrecke (DB): | 200 |                                              |                                              |
| Kursbuchstrecke: | 94, 94c, 95b, 95e, 98a (S-Bahn 1934) 94b, 99b, 115, 117, 121 A, 121, 158, 185, 187, 193 (Fernbahn 1934) 100d, 101 (S-Bahn 1946) 110, 128, 145, 163d, 177, 180, 207, 208 (Fernbahn 1946) |                                              |                                              |
| Streckenlänge: | 11,2 km |                                              |                                              |
| Spurweite: | 1435 mm (Normalspur) |                                              |                                              |
| Stromsystem: | S-Bahn: 750 V = |                                              |                                              |
| Stromsystem: | Fernbahn: 15 kV, 16,7 Hz ~ |                                              |                                              |
| Zugbeeinflussung: | Fernbahn: PZB S-Bahn: ZBS |                                              |                                              |
| | |                                              |                                              |
| \| \| \| von Lichtenberg, von Karlshorst \| \| \| \| 0,0 \| Berlin Ostbahnhof \| Berlin Ostbahnhof \| \| \| 1,1 \| Berlin Jannowitzbrücke \| Berlin Jannowitzbrücke \| \| \| \| \| \| \| \| 2,2 \| Berlin Alexanderplatz \| Berlin Alexanderplatz \| \| \| \| \| \| \| \| \| Anschl. Zentralmarkthalle \| \| \| \| 2,9 \| Berlin Hackescher Markt \| Berlin Hackescher Markt \| \| \| \| Spree \| \| \| \| \| Kupfergraben \| \| \| \| \| \| \| \| \| 4,0 \| Berlin Friedrichstraße Nord-Süd-Tunnel \| Berlin Friedrichstraße Nord-Süd-Tunnel \| \| \| \| \| \| \| \| \| Spree \| \| \| \| \| Humboldthafen, ehem. Sektorengrenze \| \| \| \| \| \| \| \| \| 5,4 \| Berlin Hbf Nord-Süd-Fernbahn / S21 \| Berlin Hbf Nord-Süd-Fernbahn / S21 \| \| \| \| \| \| \| \| \| Spree \| \| \| \| 7,1 \| Berlin Bellevue \| Berlin Bellevue \| \| \| 8,2 \| Berlin-Tiergarten \| Berlin-Tiergarten \| \| \| \| Landwehrkanal \| \| \| \| \| \| \| \| \| 9,0 \| Berlin Zoologischer Garten \| Berlin Zoologischer Garten \| \| \| \| \| \| \| \| 10,0 \| Berlin Savignyplatz \| Berlin Savignyplatz \| \| \| 11,2 \| Berlin-Charlottenburg \| Berlin-Charlottenburg \| \| \| \| Nord-/Südringkurve \| \| \| \| \| nach Potsdam, Berlin-Spandau und Blankenheim \| \| | |                                              |                                              |
| Strecke · Strecke | | von Lichtenberg, von Karlshorst              | von Lichtenberg, von Karlshorst              |
| S-Bahnhof · Bahnhof | 0,0 | Berlin Ostbahnhof                            | Berlin Ostbahnhof                            |
| S-Bahn-Halt · Strecke | 1,1 | Berlin Jannowitzbrücke                       | Berlin Jannowitzbrücke                       |
| | |                                              |                                              |
| S-Bahnhof · Haltepunkt / Haltestelle | 2,2 | Berlin Alexanderplatz                        | Berlin Alexanderplatz                        |
| | |                                              |                                              |
| Strecke · Abzweig geradeaus und ehemals nach links | | Anschl. Zentralmarkthalle                    | Anschl. Zentralmarkthalle                    |
| S-Bahn-Halt · Strecke | 2,9 | Berlin Hackescher Markt                      | Berlin Hackescher Markt                      |
| Brücke über Wasserlauf · Brücke über Wasserlauf | | Spree                                        | Spree                                        |
| Brücke über Wasserlauf · Brücke über Wasserlauf | | Kupfergraben                                 | Kupfergraben                                 |
| | |                                              |                                              |
| Turm-S-Bahnhof mit Tunnelstrecke · Turmbahnhof mit Tunnelstrecke | 4,0 | Berlin Friedrichstraße Nord-Süd-Tunnel       | Berlin Friedrichstraße Nord-Süd-Tunnel       |
| | |                                              |                                              |
| Brücke über Wasserlauf · Brücke über Wasserlauf | | Spree                                        | Spree                                        |
| Grenze auf Brücke über Wasserlauf · Grenze auf Brücke über Wasserlauf | | Humboldthafen, ehem. Sektorengrenze          | Humboldthafen, ehem. Sektorengrenze          |
| | |                                              |                                              |
| S-Bahn-Turmhaltepunkt mit Tunnelstrecke · Turmbahnhof mit Tunnelstrecke | 5,4 | Berlin Hbf Nord-Süd-Fernbahn / S21           | Berlin Hbf Nord-Süd-Fernbahn / S21           |
| | |                                              |                                              |
| Brücke über Wasserlauf · Brücke über Wasserlauf | | Spree                                        | Spree                                        |
| S-Bahn-Halt · Strecke | 7,1 | Berlin Bellevue                              | Berlin Bellevue                              |
| S-Bahnhof · Strecke | 8,2 | Berlin-Tiergarten                            | Berlin-Tiergarten                            |
| Brücke über Wasserlauf · Brücke über Wasserlauf | | Landwehrkanal                                | Landwehrkanal                                |
| | |                                              |                                              |
| S-Bahnhof · Bahnhof | 9,0 | Berlin Zoologischer Garten                   | Berlin Zoologischer Garten                   |
| | |                                              |                                              |
| S-Bahn-Halt · Strecke | 10,0 | Berlin Savignyplatz                          | Berlin Savignyplatz                          |
| S-Bahnhof · Bahnhof | 11,2 | Berlin-Charlottenburg                        | Berlin-Charlottenburg                        |
| Abzweig geradeaus, nach links und ehemals nach rechts · Kreuzung geradeaus oben | | Nord-/Südringkurve                           | Nord-/Südringkurve                           |
| Strecke · Strecke | | nach Potsdam, Berlin-Spandau und Blankenheim | nach Potsdam, Berlin-Spandau und Blankenheim |

Die Berliner Stadtbahn ist eine Eisenbahnstrecke, die – weitgehend auf gemauerten Viaduktbögen, den sogenannten Stadtbahnbögen – in Ost-West-Richtung durch die historische Mitte und das westliche Zentrum Berlins verläuft. Sie führt mit einer Länge von 11,2 Kilometern vom Ostbahnhof über Alexanderplatz, Friedrichstraße, Hauptbahnhof und Zoologischer Garten zum Bahnhof Charlottenburg und wird ausschließlich im Personenverkehr genutzt. Zwei der vier Gleise werden von Regional- und Fernverkehrszügen, die beiden anderen von der S-Bahn Berlin genutzt. Die Stadtbahntrasse zwischen Berlin Ostbahnhof und der Holtzendorffstraße westlich des Bahnhofs Charlottenburg steht unter Denkmalschutz.

## Rahmenbedingungen

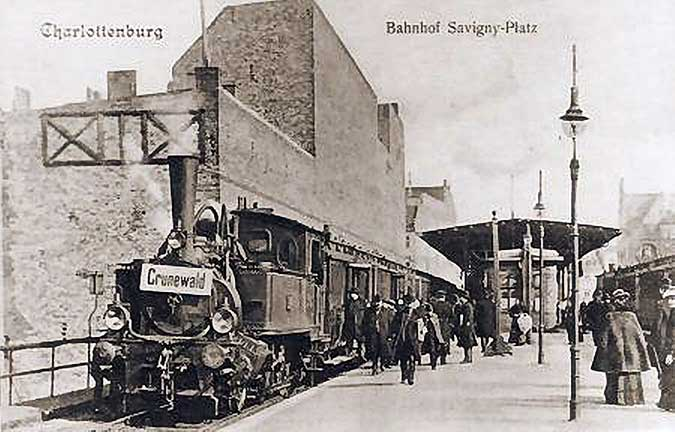
Berliner Stadteisenbahn: Bahnhof Savignyplatz mit Lokomotive der Gattung T 2

Ab 1871 endeten acht Hauptbahnlinien in Berlin (Potsdamer Bahn, Anhalter Bahn, Stettiner Bahn, Schlesische Bahn, Hamburger Bahn, Görlitzer Bahn, Ostbahn und Lehrter Bahn), die jeweils einen eigenen Endbahnhof (Kopfbahnhof) am Rand oder außerhalb des Stadtgebietes besaßen. Zur Weiterfahrt von einem anderen Bahnhof war eine umständliche Droschkenfahrt durch die Stadt nötig.
Ebenfalls ab dem Jahr 1871 wurden die großen Berliner Fernbahnhöfe sukzessive durch die Berliner Ringbahn miteinander verbunden, zunächst in Form eines östlichen Halbkreises, der erst während des Baus der Stadtbahn zu einem Ring um die ganze Stadt geschlossen wurde.
Vor diesem Hintergrund wurde eine Eisenbahnstrecke durch die Stadt zur schnelleren Verbindung zwischen den Kopfbahnhöfen geplant.

## Baugeschichte

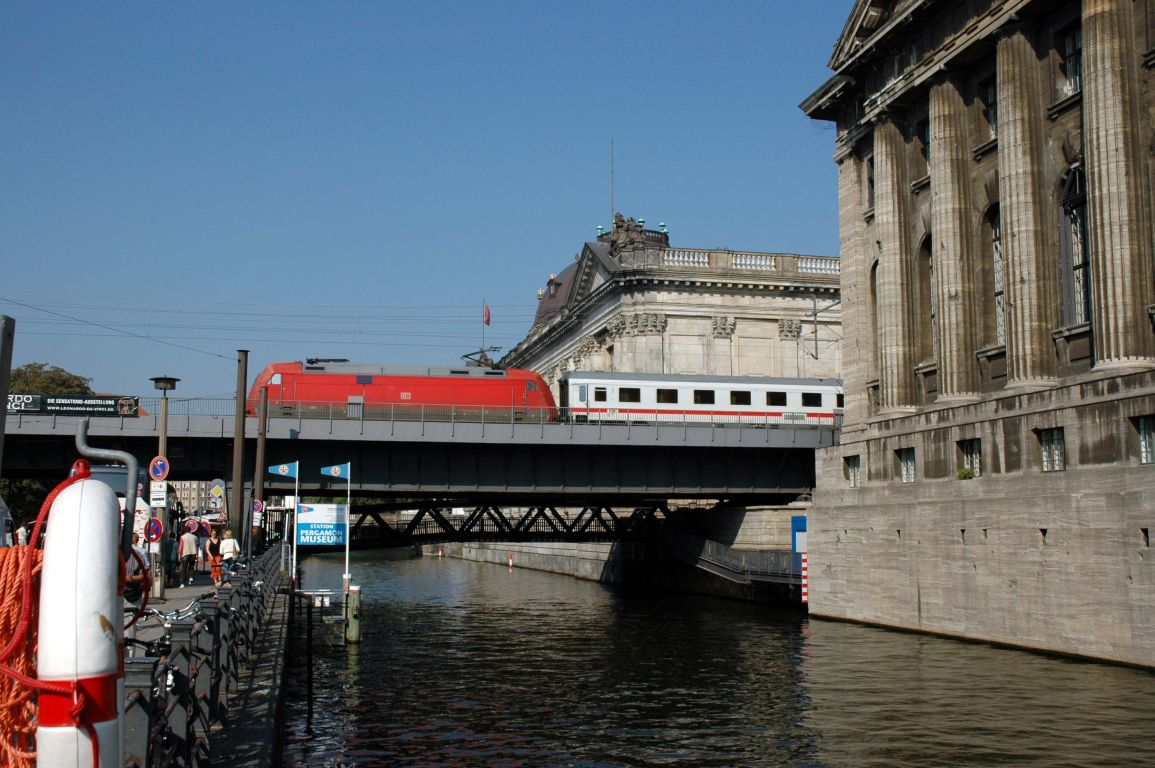
Die Strecke der Berliner Stadtbahn führt über die Museumsinsel

Im Jahr 1872 beantragte die Deutsche Eisenbahnbaugesellschaft in Berlin den Bau einer „Stadtbahn“ vom damaligen Frankfurter Bahnhof (heutiger Ostbahnhof) über Charlottenburg bis Potsdam. Im Dezember 1873 beteiligten sich das Königreich Preußen sowie die privaten Berlin-Potsdamer, Magdeburg-Halberstädter und Berlin-Hamburger Eisenbahngesellschaften daran und gründeten mit der Deutschen Eisenbahnbaugesellschaft die Berliner Stadteisenbahngesellschaft.
Der Bau der Stadtbahn begann 1875. Drei Jahre später wurde die Deutsche Eisenbahnbaugesellschaft zahlungsunfähig. Daraufhin übernahm 1878 das Königreich Preußen die Kosten für Bau und Betrieb der Berliner Stadtbahn unter finanzieller Beteiligung der vier ausgeschiedenen Gesellschafter und der an die neue Strecke anschließenden Bahnen. Das Engagement des preußischen Staates folgte dabei dem Ansinnen des Großen Generalstabs, einen Aufmarsch gegen Frankreich zu erleichtern.
Die Bauleitung wurde am 15. Juli 1878 der neu gegründeten Königlichen Direktion der Berliner Stadteisenbahn unter der Leitung von Ernst Dircksen übertragen. Diese unterstand ihrerseits zunächst dem preußischen Handelsministerium, später dem daraus ausgegliederten Ministerium der öffentlichen Arbeiten. Die bereits fertiggestellten Viaduktbögen am ULAP-Gelände wurden in die Ausstellungshallen der Berliner Gewerbeausstellung 1879 integriert.
Am 6. Februar 1882, einen Tag vor der offiziellen Eröffnung, befuhr Kaiser Wilhelm I. in einem Sonderzug die Strecke, wobei alle Unterwegsbahnhöfe besichtigt wurden. Am 7. Februar 1882 wurde die Stadtbahn dann für den Stadtverkehr und am 15. Mai desselben Jahres für den Fernverkehr eröffnet. Die Baukosten betrugen insgesamt (unter Einschluss des Grunderwerbs) fünf Millionen Mark pro Kilometer (kaufkraftbereinigt in heutiger Währung: rund 45 Millionen Euro pro Kilometer).

Holzstiche aus der Veröffentlichung „Auf der Berliner Stadtbahn“ von 1882
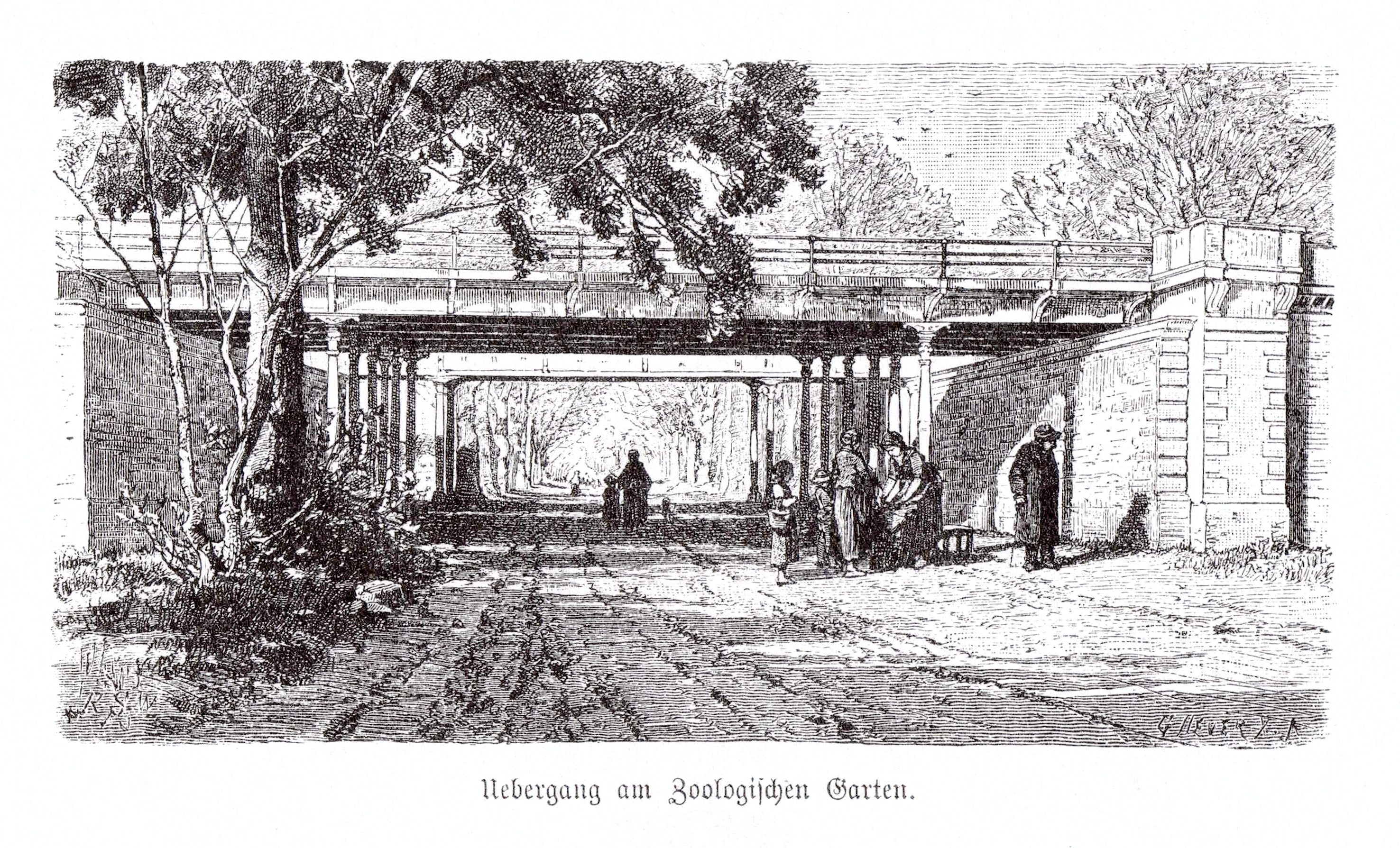
Am Bahnhof Zoo
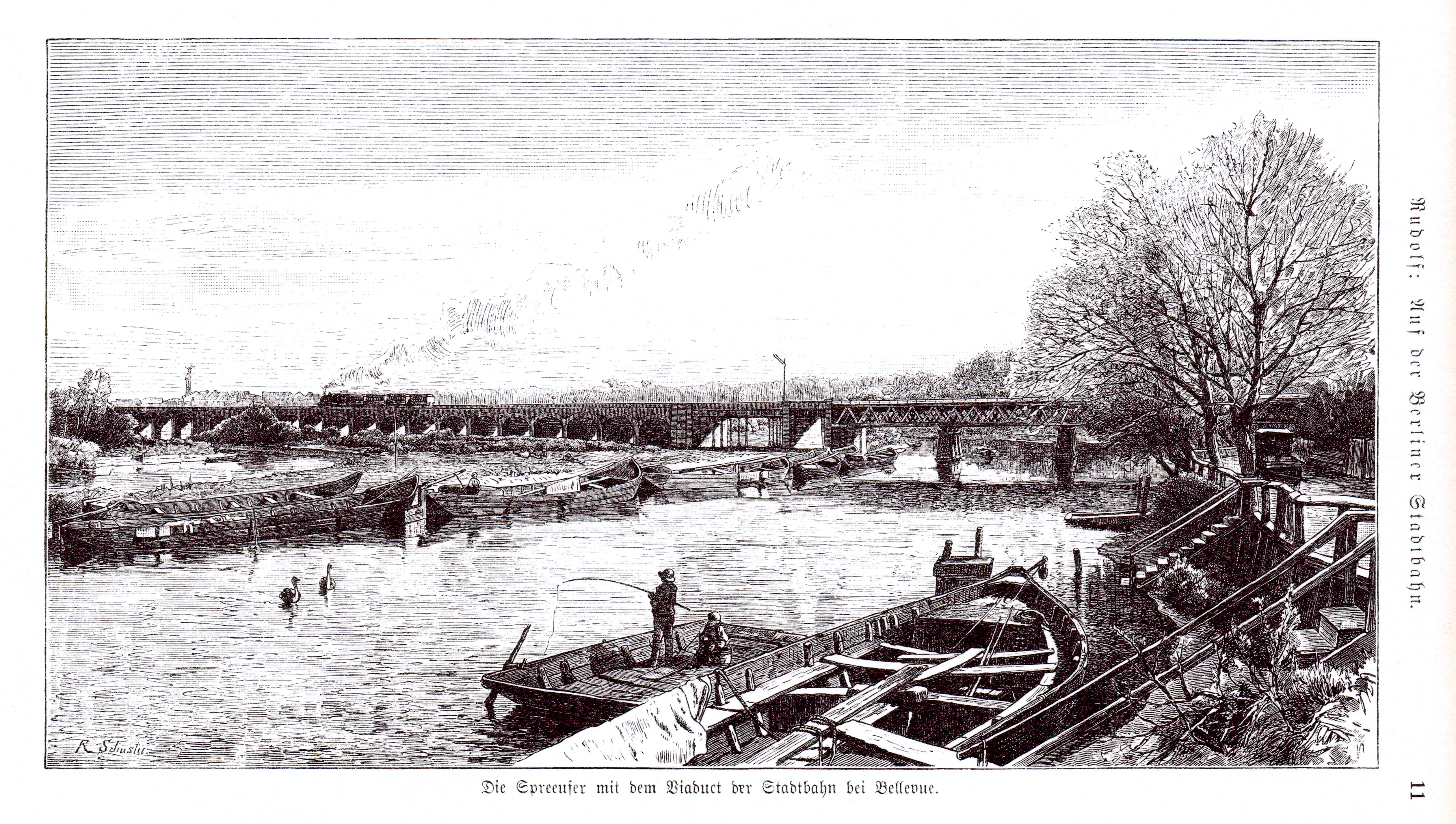
Viadukt der Stadtbahn bei Bellevue
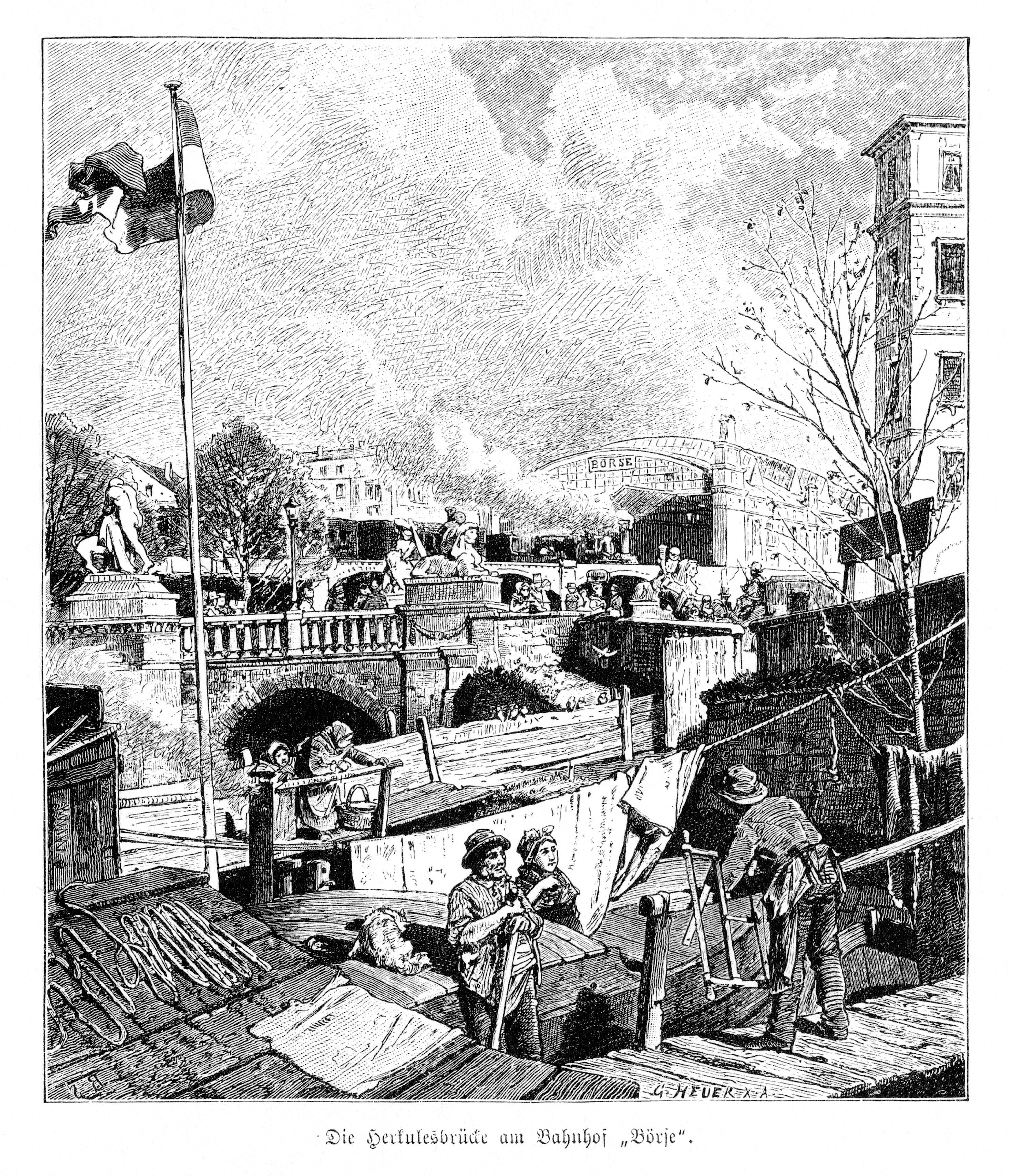
Am Bahnhof Börse (heute: Hackescher Markt)
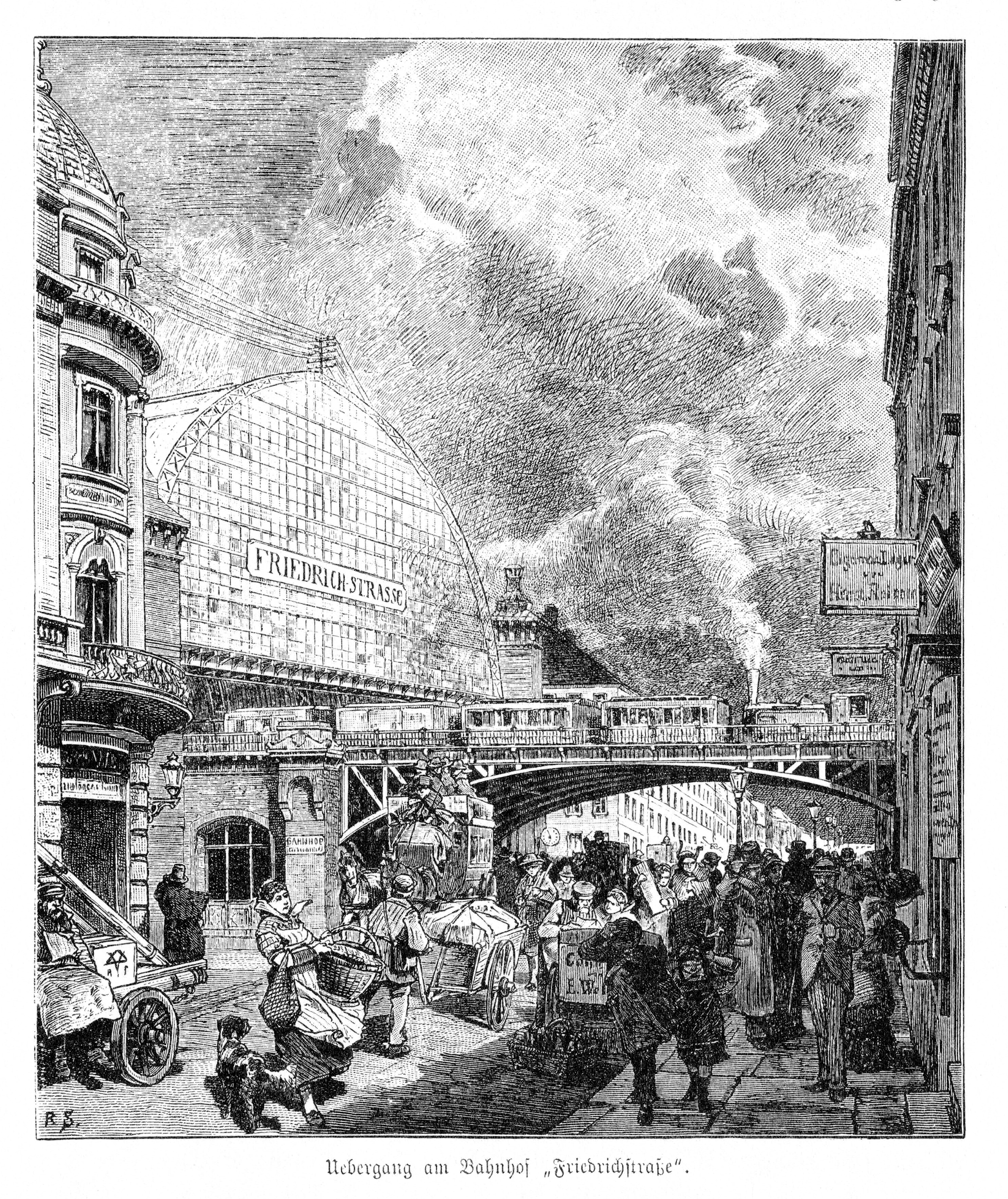
Bahnhof Friedrichstraße
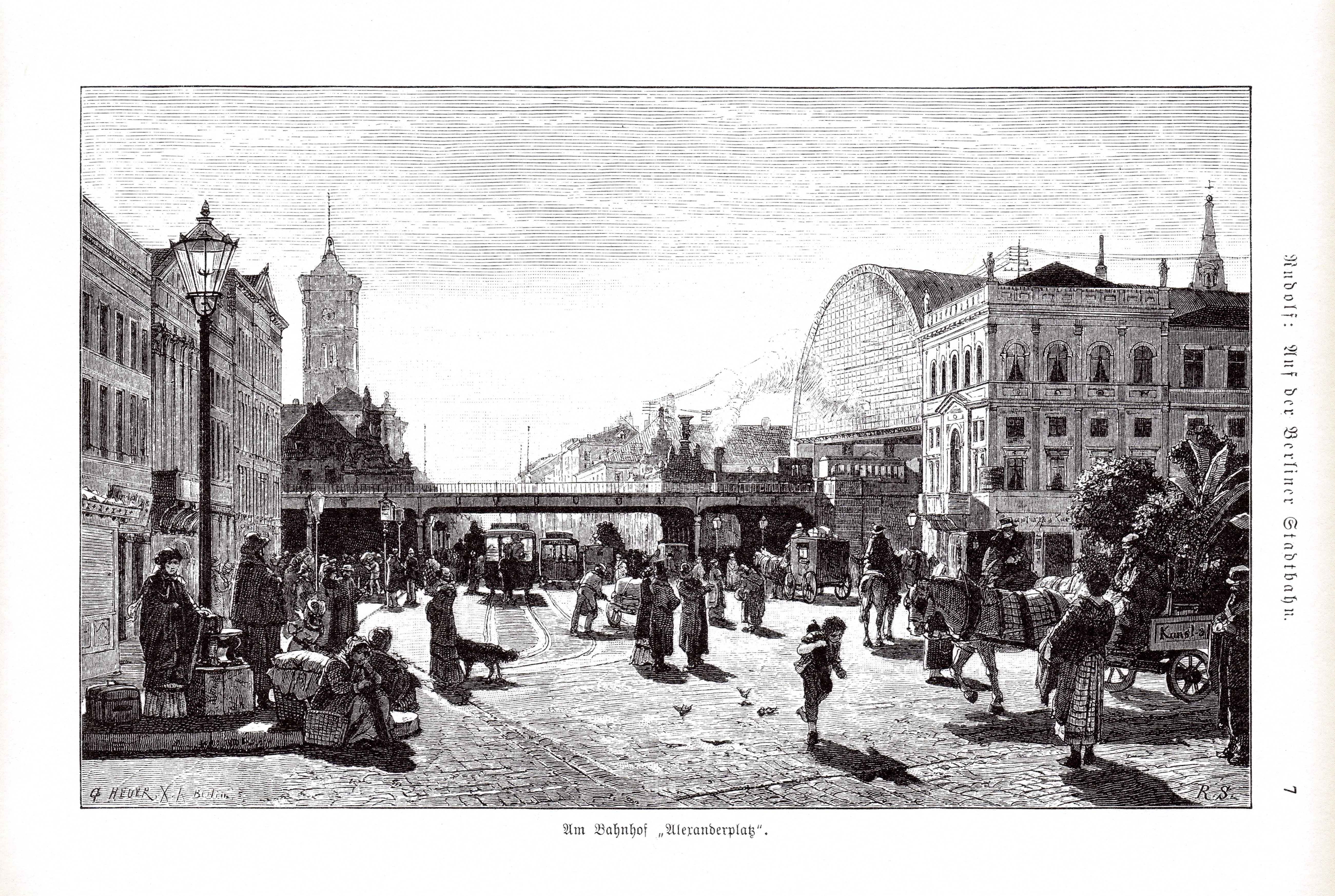
Bahnhof Alexanderplatz

## Streckenführung

### Verlauf

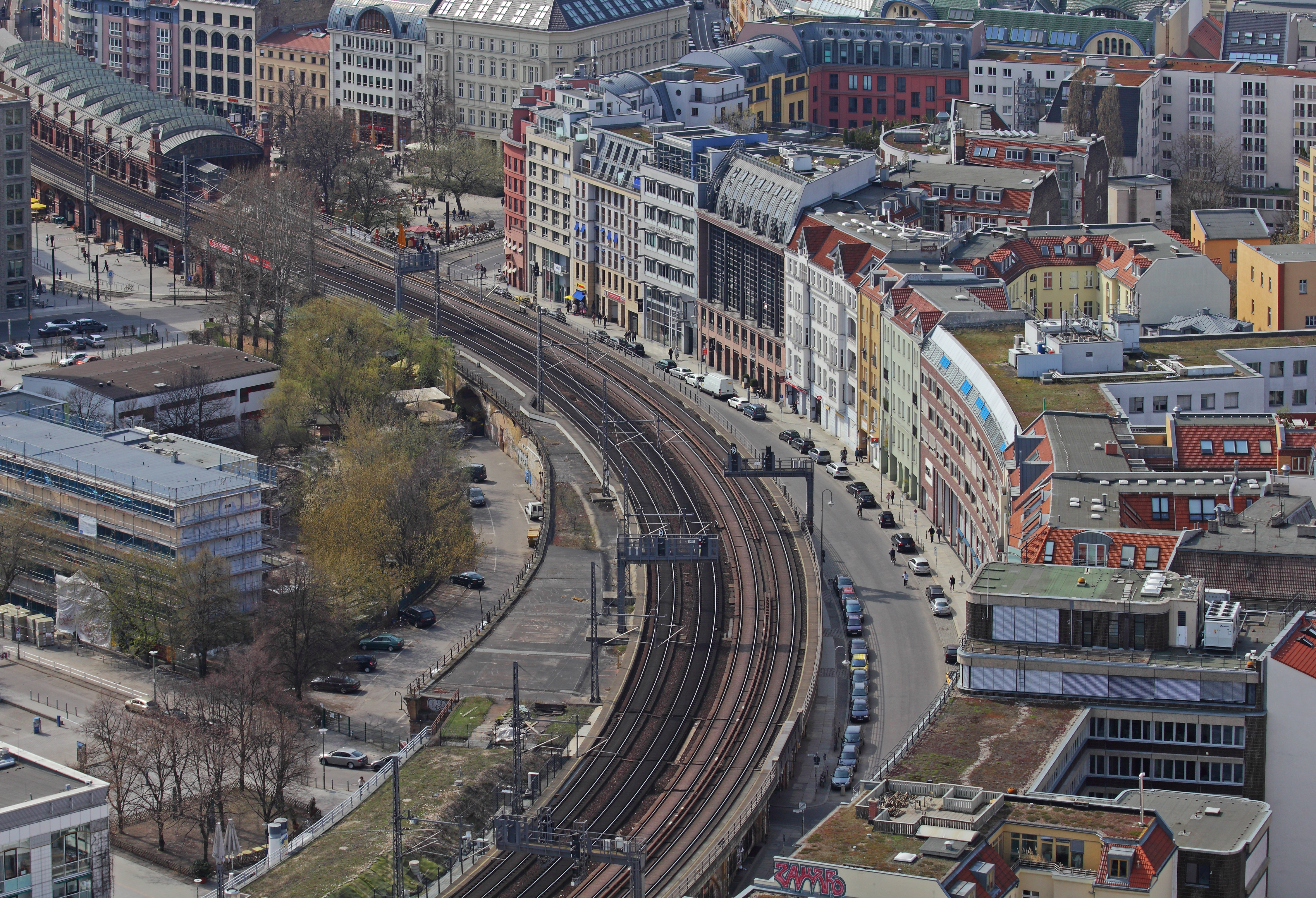
Berliner Stadtbahn in Mitte vom Park Inn Alexanderplatz gesehen, hinten links die Station Hackescher Markt

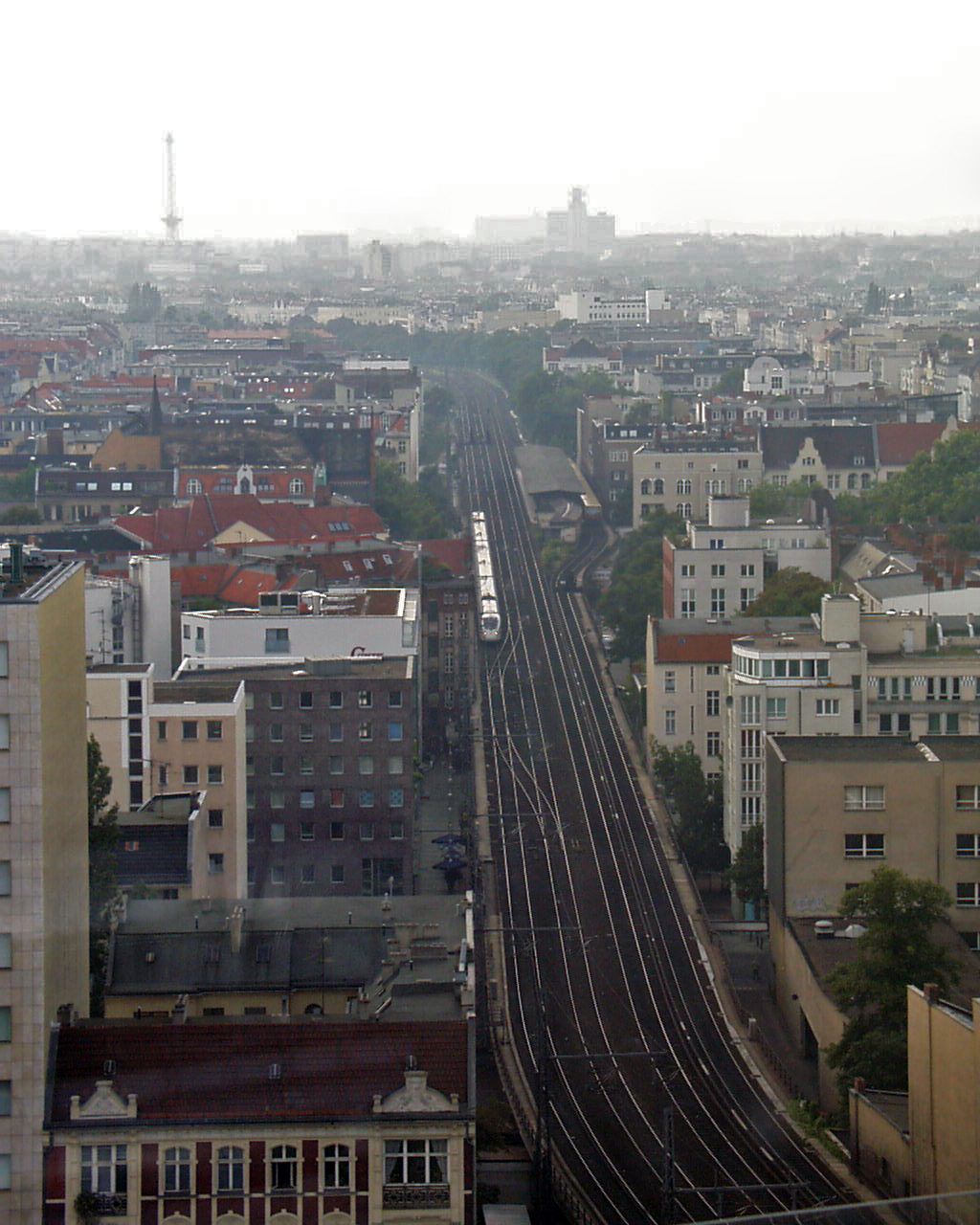
Berliner Stadtbahn in Charlottenburg vom Neuen Kranzler-Eck mit der Station Savignyplatz

Während die Ringbahn vorrangig für den Güterverkehr konzipiert war, sollte die Stadtbahn eine kurze Verbindung zwischen den Personenbahnhöfen schaffen. Mehrere Anschlussstrecken boten Anschluss zu weiteren aus Berlin führenden Bahnen.
Je zwei Gleise der viergleisigen Stadtbahn sollten dem Fern- und dem Personennahverkehr dienen. Damit wurde die Stadtbahn auch zum zentralen Strang im Netz der Vorortstrecken.
In der dicht bebauten Hauptstadt war es nicht leicht, Platz für die Strecke zu bekommen. Ein ursprünglich geplanter Verlauf der Stadtbahn entlang der Leipziger Straße wurde verworfen, weil die Grundstückspreise zu hoch waren.
Somit wurde der Berliner Festungsgraben (Teil der Stadtbefestigung aus dem 17. Jahrhundert) zwischen den heutigen Bahnhöfen Hackescher Markt und Jannowitzbrücke zugeschüttet und als in öffentlicher Hand befindliches Bauland für den Streckenverlauf herangezogen. Das erklärt den bogenreichen Streckenverlauf insbesondere zwischen den Bahnhöfen Alexanderplatz und Jannowitzbrücke.

### Trassierung
Bautechnisch ist die Stadtbahnstrecke größtenteils als Hochbahn mit acht Kilometer gemauerten Viadukten (mit ursprünglich 731 gemauerten Viaduktbögen), zwei Kilometer eisernen Brücken und der Rest bei einer Gesamtlänge von zwölf Kilometern als Dammschüttung mit und ohne Futtermauern ausgeführt. Auf der Strecke befinden sich 64 Brücken, unter anderem auch die 240 Meter lange Humboldthafenbrücke. Die meisten breiteren Eisenbrücken besaßen Hartungsche Säulen als Pendelstützen, die für die Berliner Eisenbahnarchitektur der Jahre 1880 bis 1910 stilprägend waren.
Damit unterschied sich die Stadtbahnstrecke deutlich von der vormaligen, höhengleich auf den Straßen angelegten ersten Königlichen Bahnhofs-Verbindungsbahn von 1851, von der erhebliche Beeinträchtigungen ausgingen. Der anfangs angewandte Oberbau aus eisernen Langschwellen (System Haarmann) wurde zu Beginn des 20. Jahrhunderts durch hölzerne Querschwellen ersetzt.

### Bahnhöfe

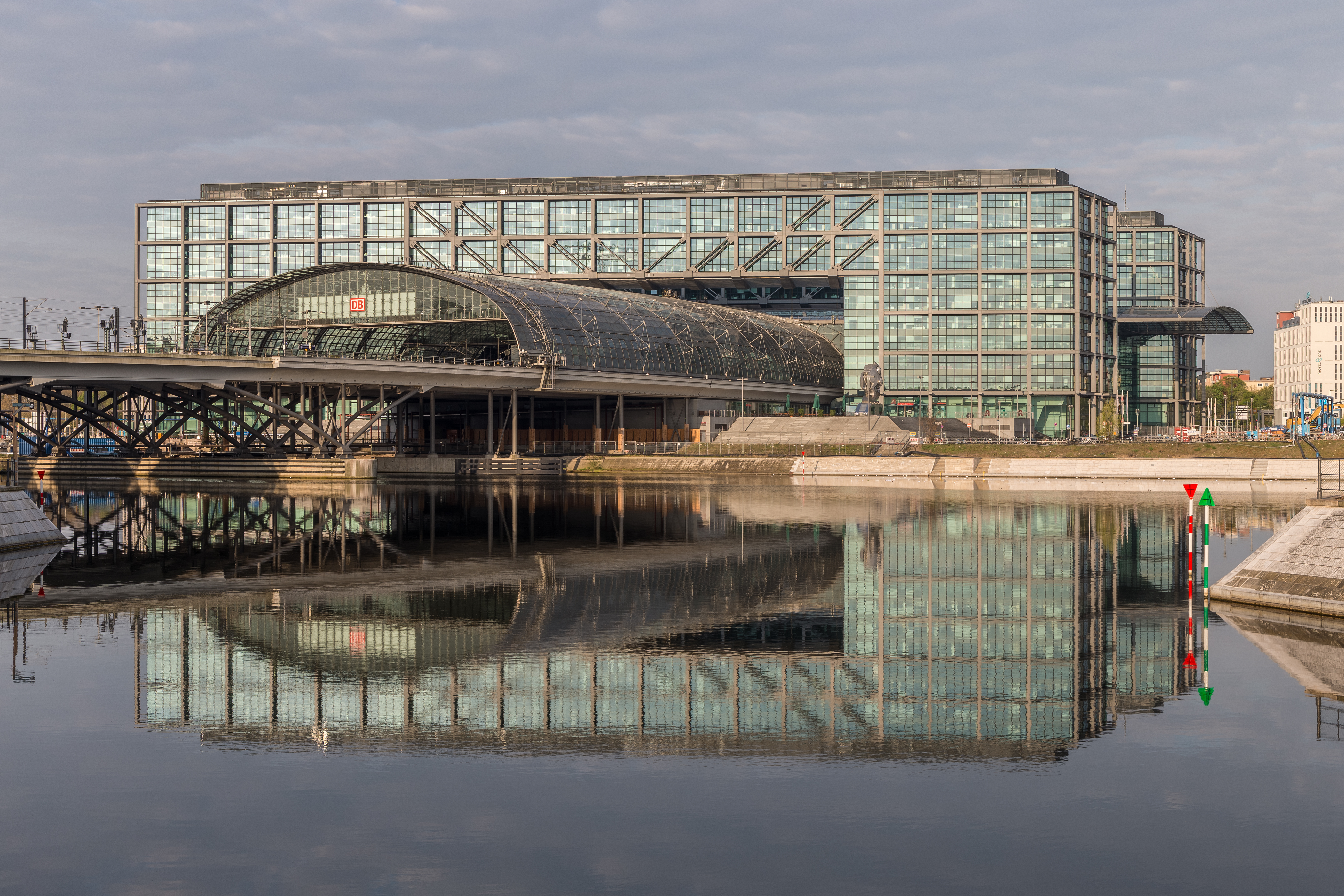
Hauptbahnhof

Die ursprünglich angelegten Bahnhöfe von Ost nach West waren
- Schlesischer Bahnhof, 1987–1998: Berlin Hauptbahnhof, 1950–1987 und seit 1998: Ostbahnhof
- Jannowitzbrücke
- Alexanderplatz
- Börse, 1951–1992: Marx-Engels-Platz, seit 1992: Hackescher Markt
- Friedrichstraße
- Lehrter Stadtbahnhof, heute: Berlin Hauptbahnhof
- Bellevue
- Zoologischer Garten
- Charlottenburg

Später wurden zwischen den Bahnhöfen Bellevue und Zoologischer Garten sowie zwischen Zoologischer Garten und Charlottenburg folgende Bahnhöfe eingefügt:
- Tiergarten (am 5. Januar 1885) und
- Savignyplatz (am 1. August 1896)

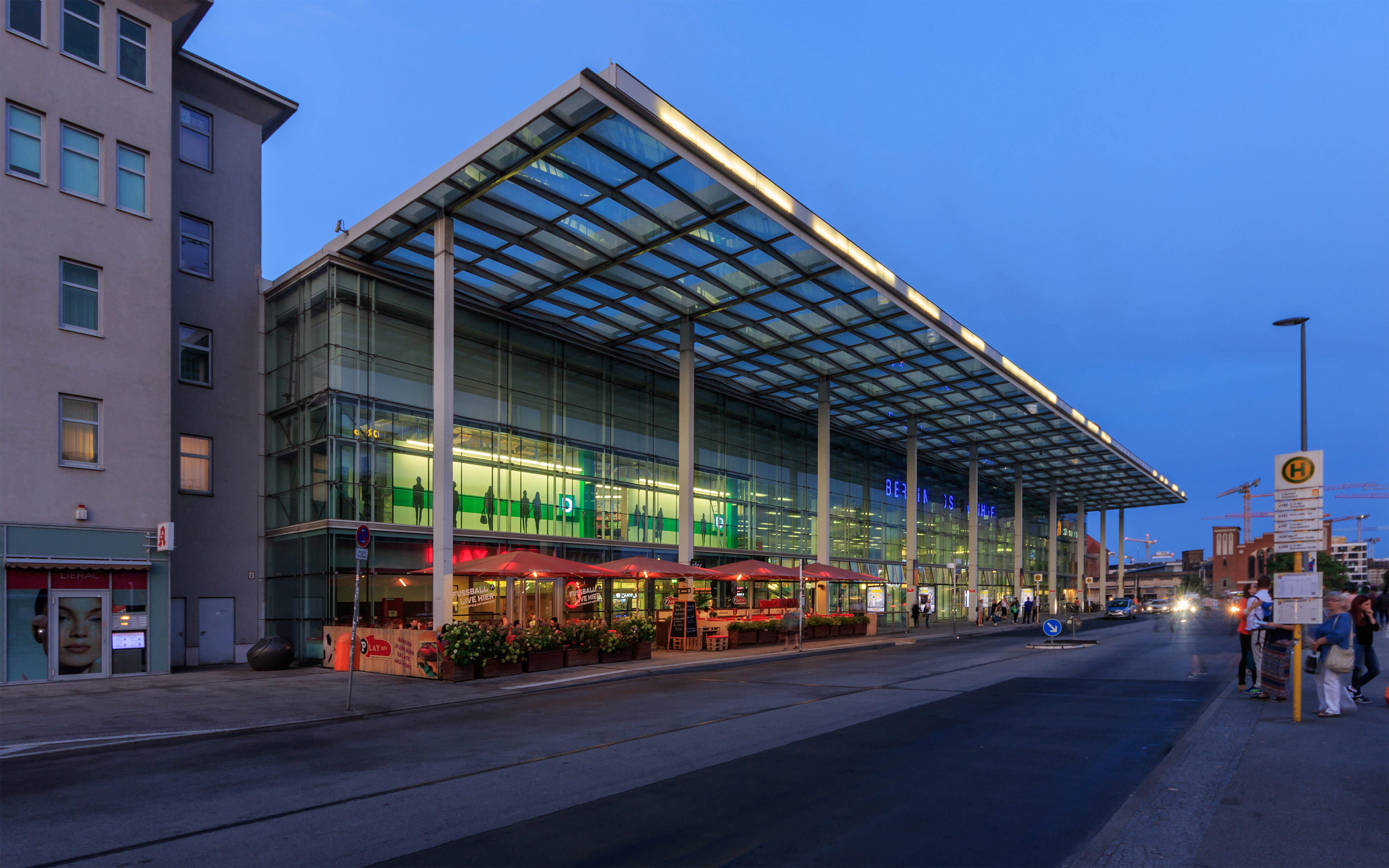
Ostbahnhof
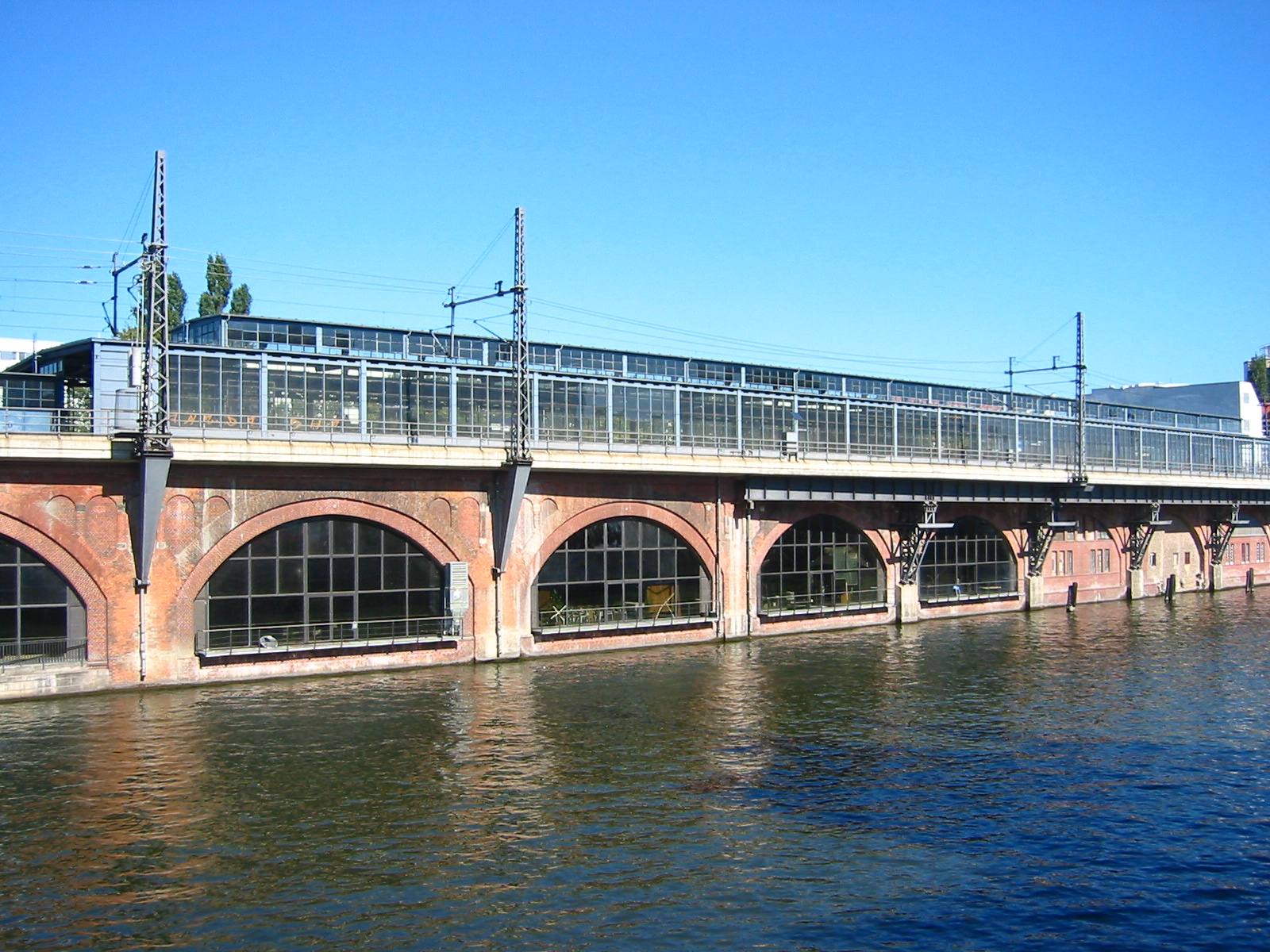
Bahnhof Jannowitzbrücke
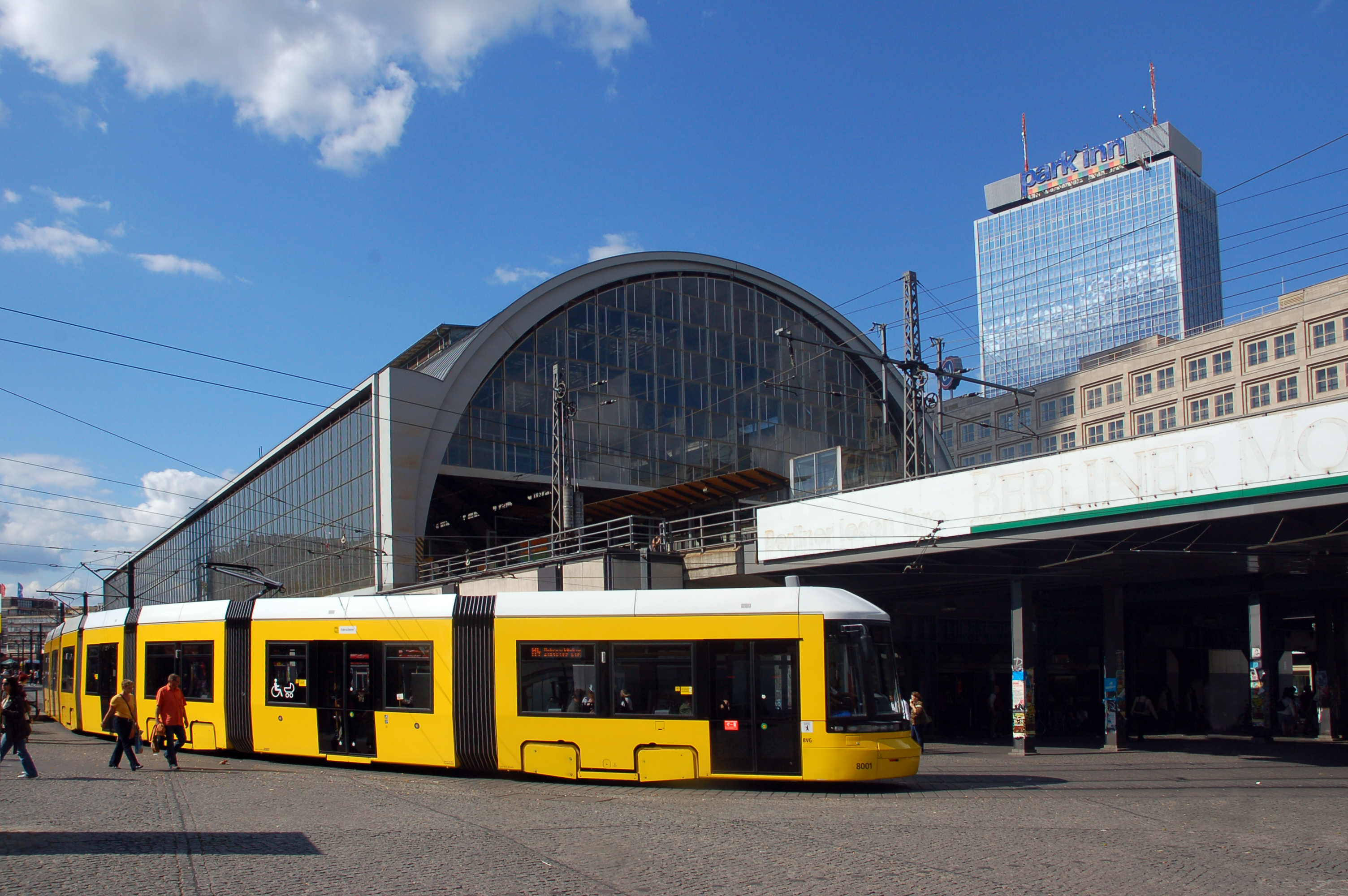
Bahnhof Alexanderplatz
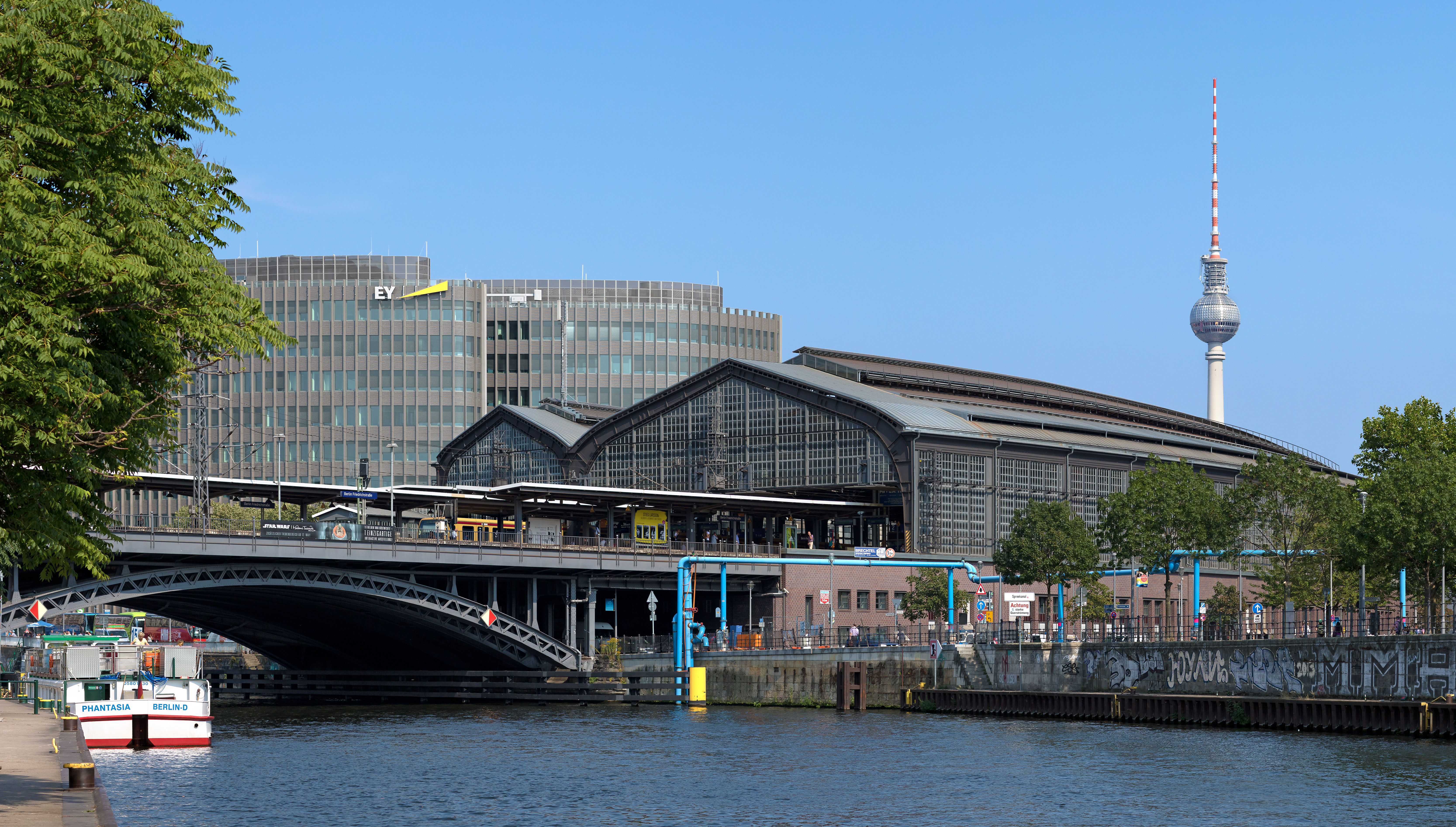
Bahnhof Friedrichstraße
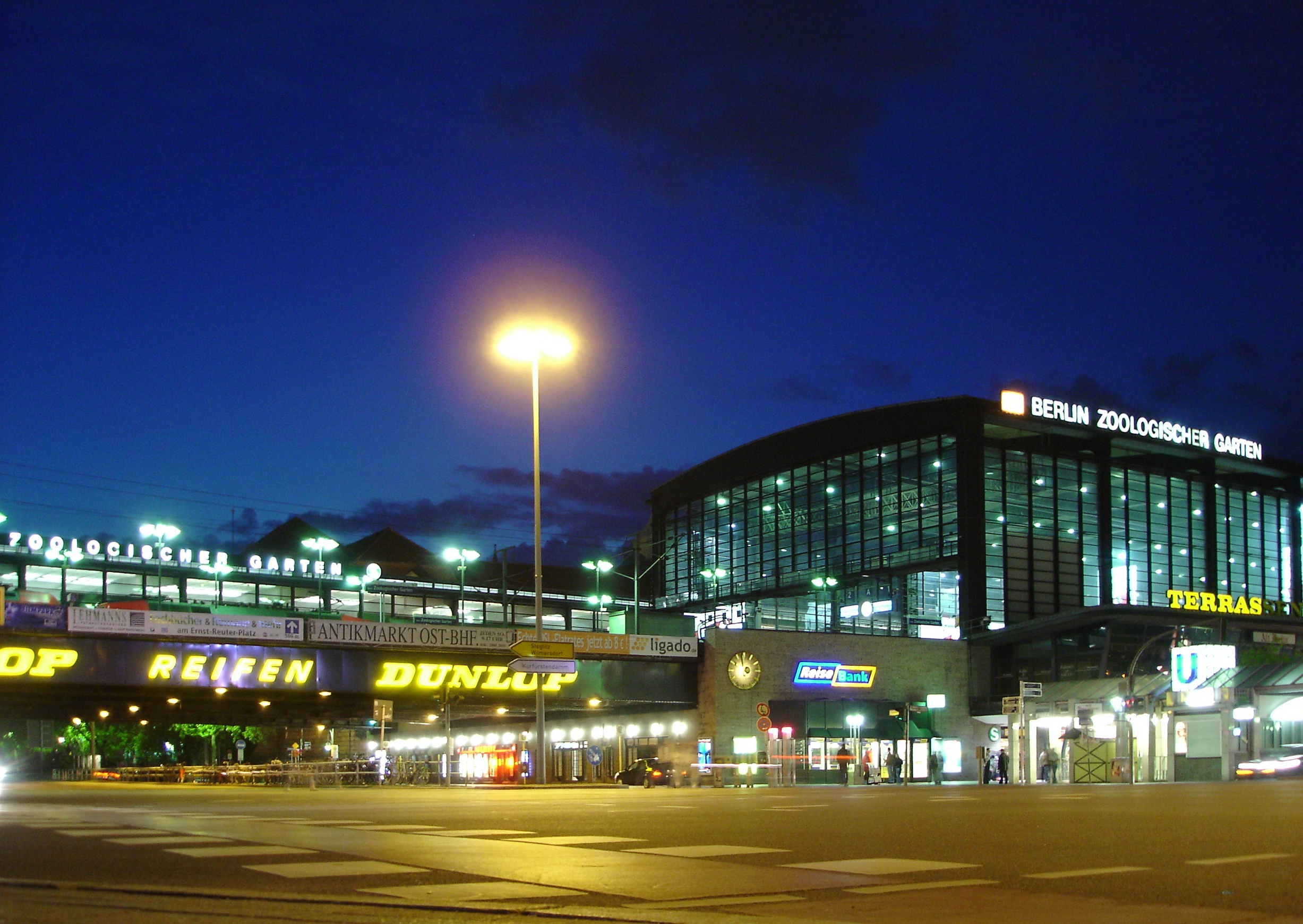
Bahnhof Zoologischer Garten

### Weiterführende Strecken
Im Schlesischen Bahnhof geht die Stadtbahn in die Schlesische Bahn über. Von ihr bestehen Verbindungen zur Ostbahn sowie für den S-Bahn-Verkehr zur Berliner Ringbahn in Richtung Süden. 1882 wurden an diesen Kurven Bahnsteige gebaut und der Bahnhof Stralau-Rummelsburg, der spätere Bahnhof Ostkreuz eröffnet. Die Verbindung zur Ringbahn in Richtung Norden wurde 2006 stillgelegt.
Die westliche Verlängerung der Ferngleise in Charlottenburg bilden die Wetzlarer Bahn in Richtung Wannsee und der Hamburger Stadtbahnanschluss in Richtung Spandau. Der Lehrter Stadtbahnanschluss in Richtung Spandau ging zwischen Charlottenburg und der Ringbahn 1945 außer Betrieb. Für den S-Bahn-Verkehr besteht eine heute nur noch in Tagesrandlage sowie für Überführungen genutzte Verbindungsstrecke in Richtung Halensee. Eine nördliche Verbindungskurve nach Westend ging 1945 außer Betrieb.

### Kilometrierung
Die Kilometrierung der Strecke beginnt in Berlin Ostbahnhof sowohl für die S-Bahn- als auch die Fernbahnstrecke. Die Kilometrierung bei der S-Bahn setzt sich westlich des Bahnhofs Charlottenburg sowohl in Richtung Potsdam als auch Richtung Berlin-Spandau (über die Spandauer Vorortbahn) fort. Bei der Fernbahn wird die Kilometrierung über den Hamburger Stadtbahnanschluss bis in den östlichen Teil des Bahnhofs Spandau fortgeführt. Betrieblich werden die Strecken Berlin Ostbahnhof – Berlin-Charlottenburg – Berlin-Spandau (Fernbahn) unter der Streckennummer 6109 und Berlin Ostbahnhof – Berlin-Charlottenburg – Potsdam Hbf (S-Bahn) unter der Nummer 6024 zusammengefasst.

## Betrieb und Ausbau

Vorortbahn 1925 auf einer Briefmarke der Deutschen Bundespost Berlin von 1971

Bereits 1905 wurde auf der Strecke eine Zugfolgezeit von zweieinhalb Minuten realisiert.

### Vorortverkehr
Die nur auf den – anfangs als Lokalgleise bezeichneten – Stadtgleisen fahrenden Vorortzüge und Halbringzüge (als Nordring bzw. Südring) wurden in den ersten Jahrzehnten mit Dampflokomotiven bespannt, beispielsweise der preußischen T 12. Zur Feuerung nutzte man Koks, um die Ruß- und Geruchsbelästigung zu beschränken. Die Türen der Abteilwagen (ohne Seiten- oder Mittelgang) mussten von den Reisenden selbst geöffnet werden. Ein Ausrufen von Stationen fand nicht statt. Der Betrieb ging seinerzeit bereits von vier Uhr morgens bis ein Uhr nachts. Die Züge hatten typischerweise neun Waggons und verkehrten je nach Tageszeit im Takt von zwei, drei und fünf Minuten. Die Fahrpreise betrugen Anfang des 20. Jahrhunderts 10 Pfennig in der III. Klasse und 15 Pfennig in der II. Klasse.
Der Vorortverkehr endete im Bahnbetriebswerk Charlottenburg, wo die Lokomotiven neu versorgt wurden.

### Güterverkehr
Der Güterverkehr zur Zentralmarkthalle am Alexanderplatz wurde durch sieben besondere Zuführungszüge bedient, von denen vier in der Nacht, zwei während des Tages und einer am Abend verkehrten. Darüber hinaus gab es auf der Stadtbahn keinen regulären Güterverkehr. Der übrige Güterverkehr wurde über die Ringbahn mit ihren Güterbahnhöfen Moabit, Wedding, Weißensee, Zentralviehhof, Frankfurter Allee, Rixdorf, Tempelhof, Wilmersdorf-Friedenau, Halensee und Güterbahnhof Berlin-Charlottenburg abgewickelt.

### Fernverkehr
In den Anfangsjahren wurden viele Züge, die bisher im Lehrter Bahnhof, Görlitzer Bahnhof oder Potsdamer Bahnhof endeten, auf die Stadtbahn geführt. Diese Maßnahme ermöglichte es, die anderen Kopfbahnhöfe wegen des dadurch geringeren Betriebes zu erweitern. Bis zum Ende des 19. Jahrhunderts mussten aber die meisten Züge wegen des gestiegenen Verkehrsaufkommens, zum Teil aber zum Bau von getrennten Fern- und Vorortgleisen auf den Zulaufstrecken wieder in die alten Kopfbahnhöfe zurückverlagert werden.
Auf der Stadtbahn verblieben somit die Schnellzüge nach Hannover und Köln über die Lehrter Bahn, die Züge der Kanonenbahn nach Dessau, die Züge der Ostbahn nach Danzig und Königsberg sowie die Züge Richtung Frankfurt (Oder)–Posen und Breslau–Kattowitz. Hinzu kam der Vorortverkehr Richtung Spandau und Richtung Strausberg, der bis 1928 ebenfalls auf den Ferngleisen der Stadtbahn abgewickelt wurde.
Die Züge Richtung Westen begannen ihren Lauf im Schlesischen Bahnhof, die in Richtung Osten in Charlottenburg. In Rummelsburg, damals als Lok-„Bw Karlshorst“ firmierend, und Grunewald gab es dafür große Lok- und Wagenbehandlungsanlagen.

### Bahnhofserweiterungen und Viaduktverstärkung
Bereits ab 1914 wurde der Bahnhof Friedrichstraße umgebaut, der Fernbahnteil auf vier Gleise erweitert und die Halle in der Form neu gebaut, wie sie bis heute besteht.
Von 1922 bis 1932 fanden an den Stadtbahnviaduktbögen umfangreiche Sanierungsarbeiten statt. Hierzu wurden die gemauerten Bögen durch zusätzliche Betonbögen verstärkt, die Stahlbrücken wurden ebenfalls verstärkt oder ausgetauscht. Ziele waren, die inzwischen bereits 50 Jahre alte Stadtbahnstrecke zu modernisieren und die schweren Schnellzuglokomotiven der Baureihe 01 mit 20 Tonnen Achslast auch auf der Berliner Stadtbahn einsetzen zu können.
In diesem Zusammenhang erfolgte auch die Auswechslung der Halle des Bahnhofs Alexanderplatz sowie der Nordhalle des Schlesischen Bahnhofs. Auf der Vorortstrecke wurden die Bahnsteige auf 96 Zentimeter Höhe über Schienenoberkante zur Vorbereitung des S-Bahn-Betriebs mit den elektrischen Triebwagen des in großen Stückzahlen angeschafften Typs ET 165 angehoben.
Der Bahnhof Zoo wurde von 1934 bis 1940 umgebaut und erhielt dabei einen zweiten Fernbahnsteig und zwei neue Hallen, die aber erst in den 1950er Jahren verglast wurden. Dabei wurde auch der bekannte Terrassenvorbau errichtet.

### Elektrischer Betrieb auf dem Gleispaar des Stadt- und Vorortverkehrs
Am 11. Juni 1928 war die Vorortstrecke Potsdam–Stadtbahn–Erkner mit Stromschienen versehen und mit Gleichstrom versorgt. Insgesamt nahmen fünf Zugpaare neuer elektrischer Bauart (DR-Baureihe ET 165 – Bauart Stadtbahn) den Verkehr noch im Plan zwischen Dampfzügen auf. Bis November 1928 waren alle Zulaufstrecken aus Kaulsdorf, Spandau und Grünau und vom Ring elektrifiziert. Der Spandauer Vorortverkehr wurde nun ebenfalls auf die Stadtgleise verlagert. Die letzten Dampfzüge verschwanden erst 1929, als der Ring ebenfalls vollelektrisch befahren wurde. Die Halbringzüge gab es damit nur noch im Berufsverkehr. Im Dezember 1930 wurde die Bezeichnung S-Bahn und das Symbol eines weißen „S“ auf grünem Grund für die Stadt-, Ring- und Vorortbahnen eingeführt.

## Nachkriegszeit

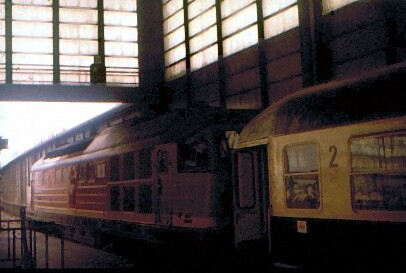
Transitzug im Bahnhof Zoo, 1976

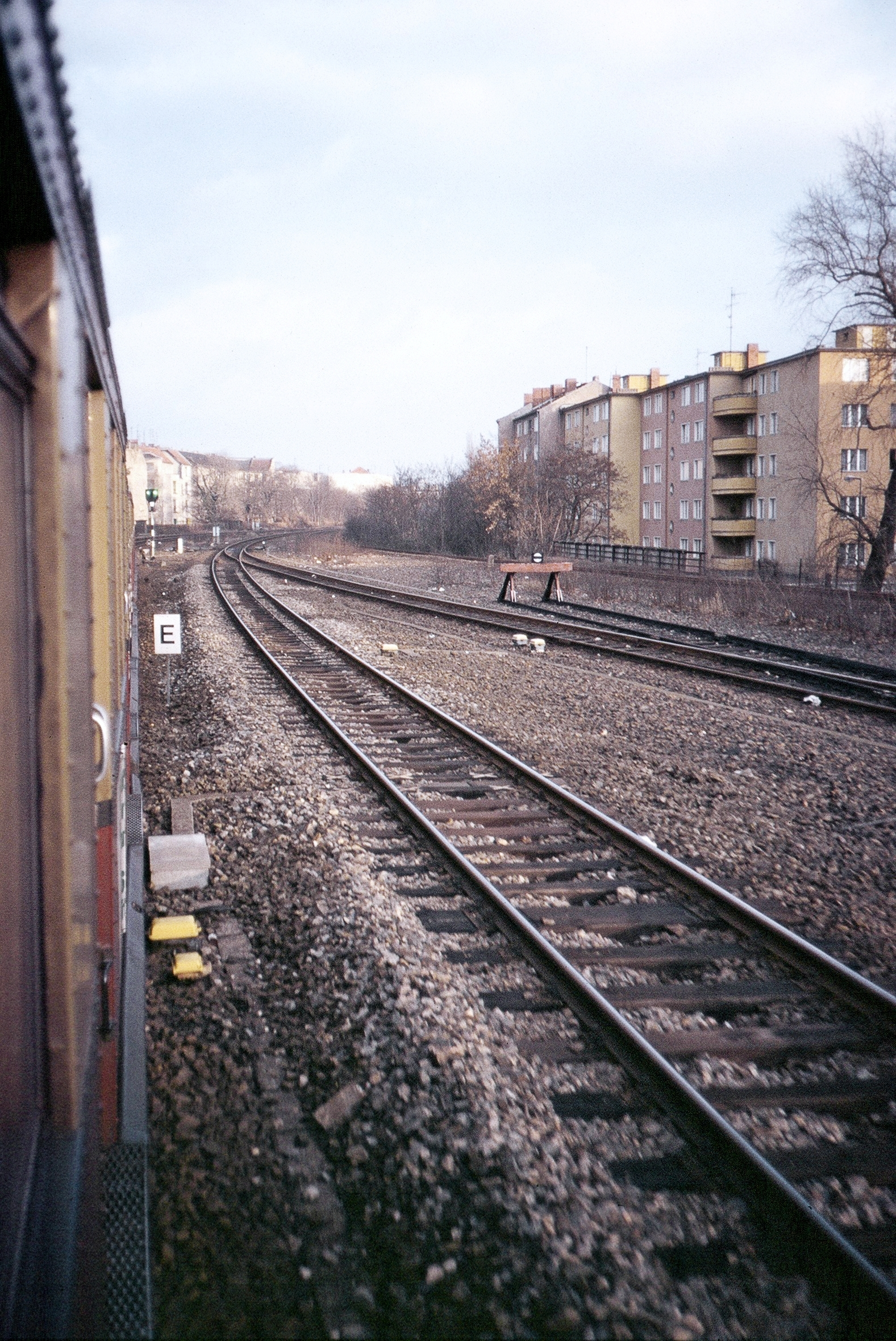
Stadtbahn am Bahnhof Charlottenburg, Blickrichtung Savignyplatz, 1986

Durch Bombentreffer im Zweiten Weltkrieg war die Stadtbahn an mehreren Stellen beschädigt, wurde aber sehr schnell wieder aufgebaut. Für die Anreise des unter Flugangst leidenden sowjetischen Diktators Josef Stalin zur Potsdamer Konferenz per Sonderzug aus Moskau musste im Juli 1945 auch ein Ferngleis der Stadtbahn auf die russische Spurweite von 1524 Millimetern umgespurt werden. Die Bedeutung im Fernverkehr war mit dem Verlust der deutschen Ostgebiete gesunken. Es fuhren nur wenige Züge in die Westzonen, einige Züge aus der Ostzone endeten auf der Stadtbahn.
Während der Berlin-Blockade war der Fernverkehr fast ganz zum Erliegen gekommen. Inzwischen hatte sich aber der S-Bahnbetrieb wieder etabliert. Neue Ziele waren Königs Wusterhausen, Strausberg-Nord, Staaken und Falkensee.
Nachdem am 18. Mai 1952 die Reichsbahn die Berliner Kopfbahnhöfe, die alle in West-Berlin lagen oder über West-Berliner Gebiet zu erreichen waren, geschlossen hatte, verblieb als einzige Fernverkehrsverbindung West-Berlins der  Stadt- und Fernbahnhof Zoo (später wurden Berlin-Spandau und -Wannsee wiedereröffnet). Der letzte Fernzug des DDR-Binnenverkehrs fuhr 1953 über die Stadtbahn.

### Unterbrechung durch die Berliner Mauer

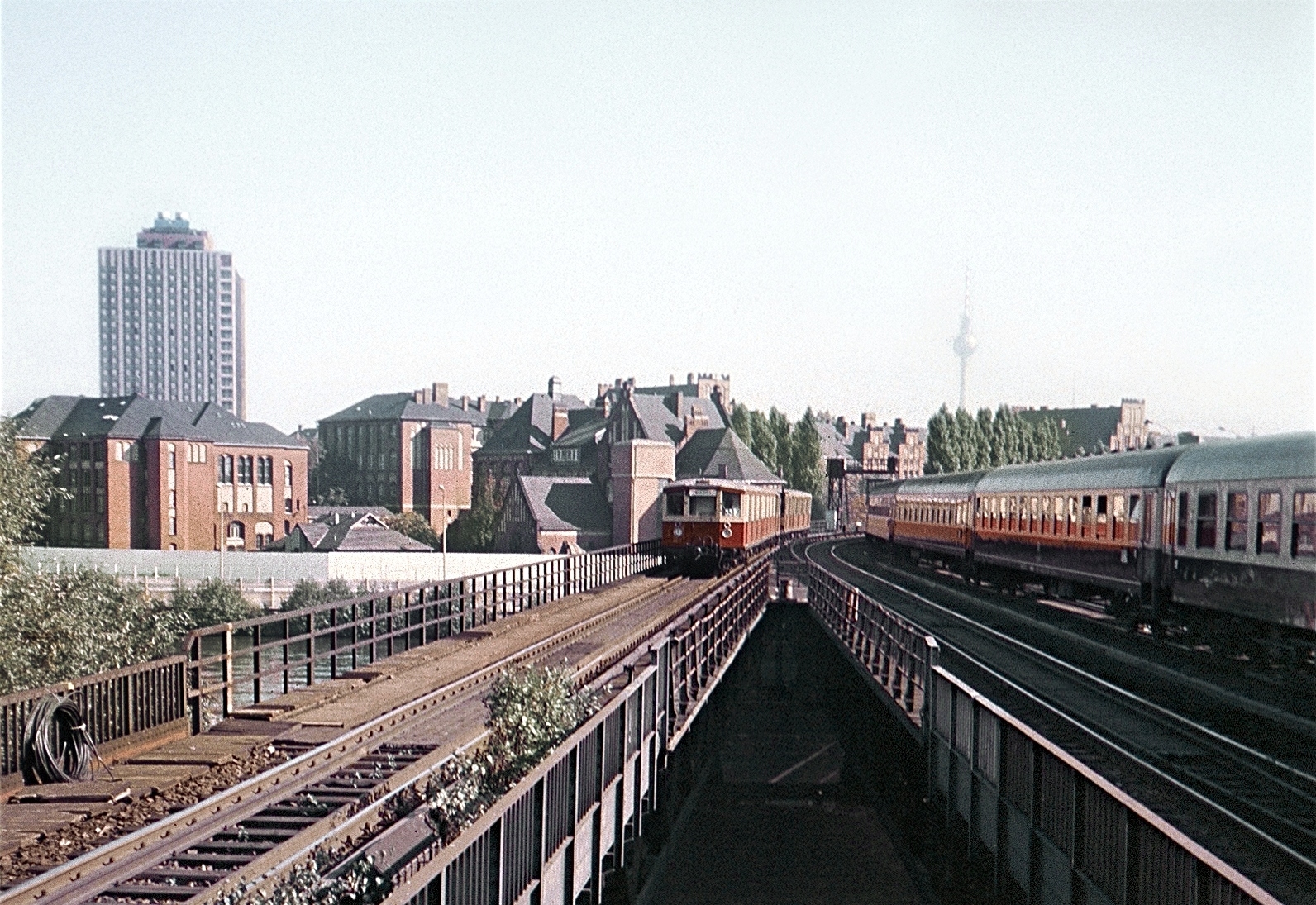
Zwei Züge überqueren den Humboldthafen und damit die Grenze zwischen West- und Ost-Berlin, 1986

Der Bau der Berliner Mauer am 13. August 1961 bedeutete das Ende der Stadtbahn als durchgehender Nahverkehrsverbindung. Die aus Osten bzw. Westen kommenden S-Bahnen fuhren nicht länger durch den Bahnhof Friedrichstraße, sondern dieser wurde zur Endstation der jetzt separaten S-Bahn-Strecken Richtung Westen und Osten sowie zur Grenzübergangsstelle nach Ost-Berlin. West-Berliner Fahrgäste konnten im Bahnhof Friedrichstraße, der in Ost- und Westbereich aufgeteilt und durch Stahlwände getrennt war, zwischen der Stadtbahn, der S-Bahn der Nord-Süd-Bahn und der Linie U6 der Berliner U-Bahn umsteigen, ohne in die DDR einzureisen. Der Bahnhof Friedrichstraße wurde Abfahrtsbahnhof der Interzonenzüge von Berlin durch die DDR in die Bundesrepublik. Der Ostbahnhof war der einzige Bahnhof an der Stadtbahn, der dem Fernverkehr innerhalb der DDR verblieben war. Durchgehende Züge zwischen Bahnhof Zoo und Ostbahnhof gab es nur im internationalen Verkehr beispielsweise von Paris nach Warschau. Ab 1962 gab es Zubringerzüge im Skandinavienverkehr (nach Kopenhagen, Stockholm) und an den Schnelltriebwagen Vindobona nach Wien, später auch Kurswagen.
Im Nahverkehr wirkte sich der durch die West-Berliner Politik betriebene S-Bahn-Boykott aus. Es gab Aufrufe gegen die Nutzung, Hinweise auf die S-Bahn wurden entfernt, konkurrierende BVG-Buslinien verstärkt oder neu eingeführt und sogar U-Bahn-Strecken parallel zur S-Bahn geplant und gebaut. Allerdings blieb die Stadtbahn auch für den Westen wichtig, weil sie den Bahnhof Zoo mit dem Grenzübergang im Bahnhof Friedrichstraße verband. Die Fahrpreise der S-Bahn in West-Berlin lagen bis in die 1970er Jahre weit unter den Tarifen der BVG, dann folgte eine rasche Tarifanpassung, um das stark angewachsene Defizit zu verringern. In Ost-Berlin galt bis 1991 im Bereich der Stadtbahn die Preisstufe 1 (20 Pfennig).

### Sanierungsarbeiten vor 1989
Dennoch verbesserten die Betreiber das Streckennetz und erneuerten den auf Sumpfland befindlichen Bahnhof Westkreuz mit großem Aufwand. Nach dem Reichsbahnerstreik September 1980 wurden in West-Berlin nur noch drei Linien betrieben.
Nach der Übernahme der S-Bahn in West-Berlin durch die Berliner Verkehrsbetriebe BVG am 9. Januar 1984 begannen im Herbst Verhandlungen mit der DDR zur Sanierung der Stadtbahn in West-Berlin sowie der umfassenden Modernisierung des Bahnhofs Zoo. In Ost-Berlin begannen die gleichen Arbeiten an der Stadtbahn, zudem wurde der Ostbahnhof zum neuen Hauptbahnhof umgebaut. Hintergrund war die 750-Jahr-Feier Berlins im Jahr 1987.

### Nach dem Mauerfall: Neue Fernverbindungen
Mit dem Fall der Berliner Mauer begann eine neue Blütezeit der Stadtbahn. 1990 verkehrte der erste Interregio-Zug nach Köln. Ab 1991 fuhren Intercity-Züge (IC) nach Karlsruhe, Köln und Hamburg über die Stadtbahn. 1992 wurde die Hamburger Linie nach Dresden und Prag verlängert. Die Münchner Schnellzüge, die noch aus Zeiten des Transitverkehrs stammten, wurden ebenfalls in IC-Züge umgewandelt und verkehrten über die Stadtbahn. Am 16. Juni 1993 wurde das Elektronische Stellwerk Wannsee zur Steuerung der S-Bahn in Betrieb genommen, am 24. Juni für die Fernbahn. Ab Juli 1993 war die Stadtbahnstrecke bis zum Bahnhof Zoo von Westen her unter Fahrdraht, der den Ostbahnhof von Osten bereits 1987 erreicht hatte. Ab 3. Juli 1993 wurde der Bahnhof Zoo planmäßig von ICE-Zügen bedient. Damit entfiel der zuvor eingerichtete Shuttle-Verkehr vom provisorischen ICE-Bahnhof Michendorf mit dem provisorischen Endbahnhof Berlin-Lichtenberg.

### 1994 bis 1998: Sanierung und Elektrifizierung von Zoo bis Ostbahnhof

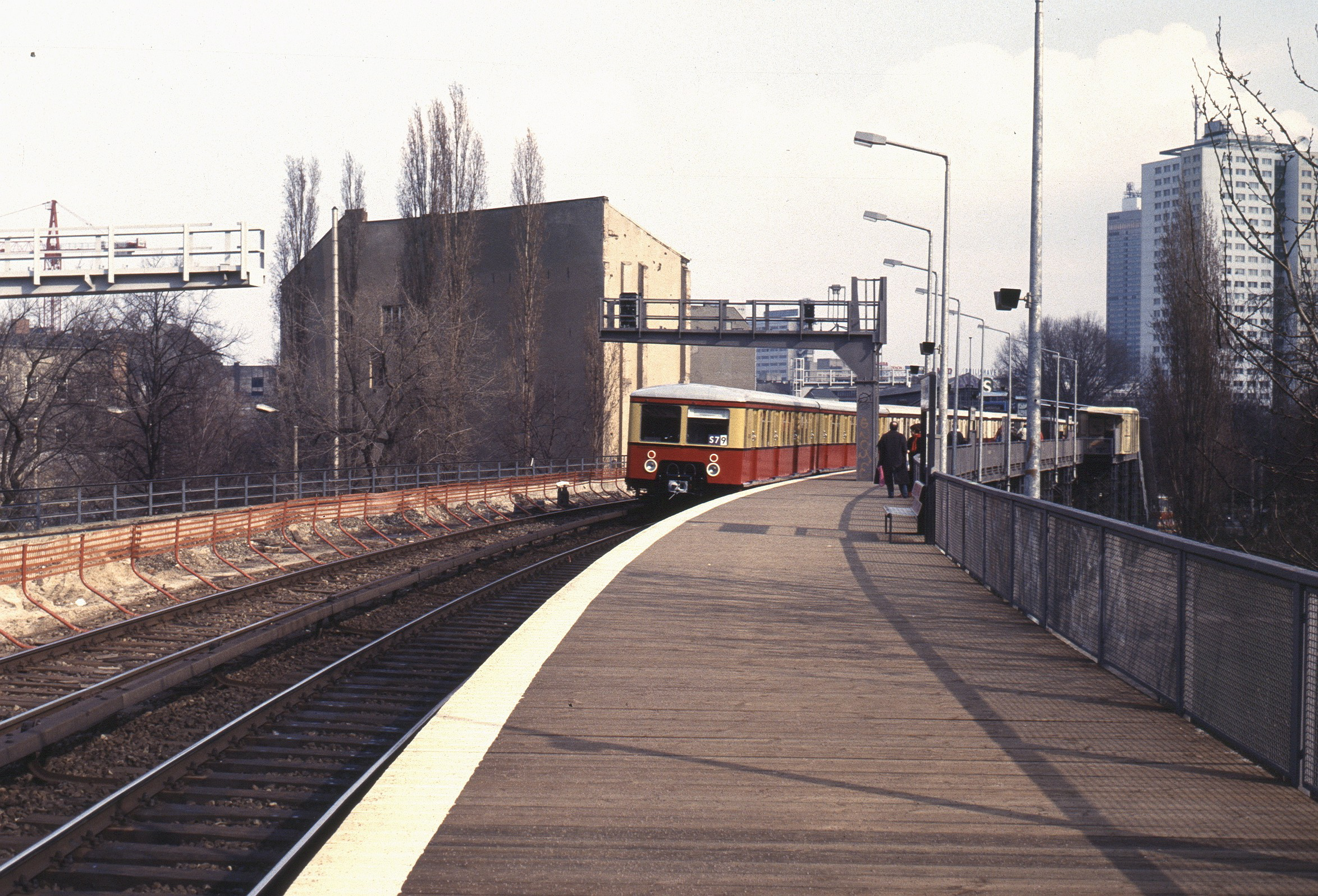
Behelfsbahnsteig der S-Bahn westlich des Bahnhofs Hackescher Markt am Ferngleis Richtung Osten, 1995

Im September 1994 begannen erneut umfangreiche Sanierungsarbeiten an der gesamten Stadtbahnstrecke: Auf den 530 Viaduktbögen wurde eine 18 m breite und 25 cm starke Stahlbetonplatte eingebaut, die nun die Last der vier Gleise gleichmäßig verteilt. Auf 7,6 Kilometern Länge wurde eine Feste Fahrbahn eingebaut. 27 Brücken wurden instand gesetzt, 25 neu gebaut. Auch die Fernbahngleise zwischen Bahnhof Zoo und Ostbahnhof wurden nun elektrifiziert. Darüber hinaus wurden 78 Weichen, 410 Oberleitungsmaste und 800 Kilometer Kabel eingebaut. Der Fernverkehr war zwischen Zoo und Ostbahnhof unterbrochen; die S-Bahn fuhr provisorisch über die Ferngleise. Im Jahr 1996 wurde die S-Bahn auf die ursprüngliche Trasse zurückverlegt. 1998 wurde die Sanierung der Stadtbahn-Stammstrecke abgeschlossen. Insgesamt wurden 779 Millionen Euro investiert.

### Weitere Sanierungen und Modernisierungen
Am 24. Februar 2003 begann die Sanierung des 2,4 Kilometer langen S-Bahn-Abschnitts zwischen den Bahnhöfen Zoo und Charlottenburg. Neben einer umfassenden baulichen Erneuerung wurde mit neuer Signaltechnik die minimale Zugfolgezeit in diesem Abschnitt von zweieinhalb auf eineinhalb Minuten gesenkt. Die Fernbahngleise blieben von den Arbeiten zunächst unberührt. Am 19. April 2004 konnte der durchgehende Betrieb wieder aufgenommen werden. Infolge eines dreimonatigen Streits zwischen DB und dem Berliner Senat war es zu Verzögerungen gekommen.
Auf der westlichen Stadtbahn im Abschnitt Hauptbahnhof – Westkreuz ging Ende Oktober 2016 das neue Zugbeeinflussungssystem S-Bahn Berlin (ZBS) in Betrieb. Um nicht mit ZBS ausgerüstete Züge weiterhin von der Ringbahn ableiten zu können, bleiben im S-Bahnhof Charlottenburg am südlichen Bahnsteiggleis sowie in den westlichen Kehrgleisen zusätzlich die Fahrsperren in Betrieb.

### Entwicklung seit der Wiedereröffnung der Ferngleise 1998

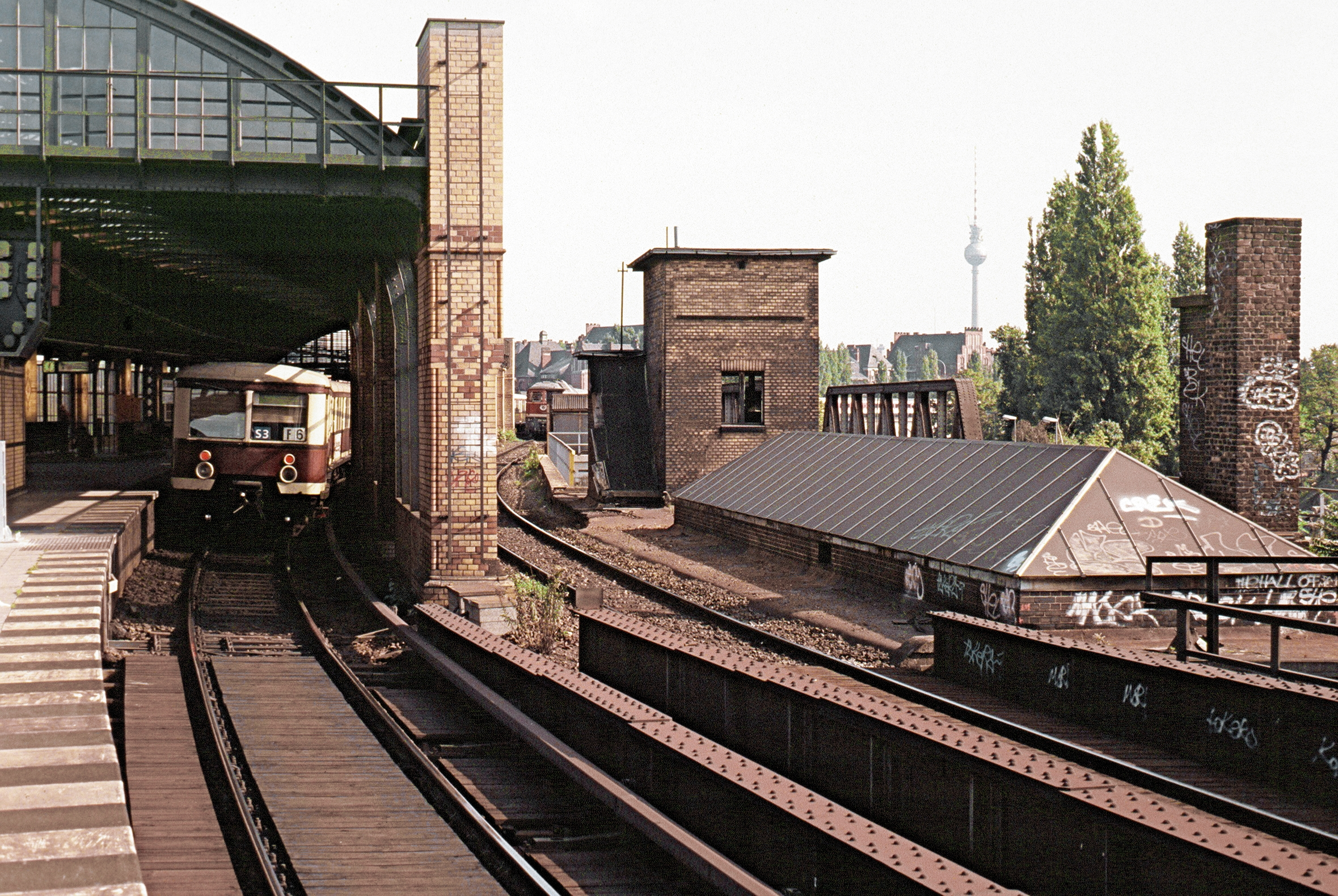
Der denkmalgeschützte Lehrter Stadtbahnhof musste 2002 dem neuen Hauptbahnhof weichen.

Seit dem 24. Mai 1998 stehen die Ferngleise der Stadtbahn dem Zugverkehr wieder durchgehend zur Verfügung. Die Betriebsaufnahme mit 360 Zügen pro Tag war von zahlreichen Problemen geprägt, nachdem die Stellrechner des elektronischen Stellwerks abgestürzt waren und die Inbetriebnahme unter Zeitdruck erfolgte. Fernzüge erlitten zumeist Verspätungen von zwei bis drei Stunden, manche Züge saßen bis zu 90 Minuten auf der Stadtbahn ohne Ausstiegsmöglichkeiten für Reisende fest.
Neben den zwei, später drei ICE- und IC-Linien, wurden fünf RegionalExpress-Linien über die Stadtbahn eingerichtet. Nach der Eröffnung zeigte sich, dass die Fernbahngleise die Grenze ihrer Belastbarkeit erreicht hatten. Geringfügige Verspätungen einzelner Züge führten zu Folgeverspätungen im gesamten Netz. Die RE-Linien dienen auch dem innerstädtischen Verkehr zwischen Ostbahnhof und Wannsee bzw. Spandau.
Zwischen 1998 und 2006 war die Stadtbahn die einzige Durchgangsstrecke für Fernzüge durch Berlin. Diese hielten in den Bahnhöfen Zoologischer Garten und Ostbahnhof (der seit 1998 wieder so hieß). Mit dem am 28. Mai 2006 eröffneten Hauptbahnhof und der Nord-Süd-Fernbahn verringerte sich die überregionale Bedeutung der Strecke. Die verbliebenen Fernzüge in Ost-West-Richtung halten nur noch am Hauptbahnhof sowie am Ostbahnhof. Mit dem Bau des Hauptbahnhofs erfolgte auch die bisher einzige Trassenverlegung der Stadtbahn, sie verläuft dort etwas südlicher als ursprünglich gebaut. Heute verkehren täglich etwa 600 S-Bahnen und 300 Regional- und Fernzüge über die Stadtbahn. Laut Angaben der Deutschen Bahn nutzten Anfang 2007 täglich etwa 600.000 Menschen die S-Bahn zwischen Ostbahnhof und Charlottenburg. Dies entspreche einem Zuwachs von 20 Prozent im Vergleich zum Vorjahr.
Aufgrund des hohen Verkehrsaufkommens wurden die Ferngleise zwischen Ostbahnhof und Charlottenburg am 18. Dezember 2013 zum überlasteten Schienenweg erklärt. Ab Dezember 2015 wurde die ICE-Linie 10 Köln–Berlin von der Stadtbahn abgezogen, sie verkehrt seitdem über die Lehrter Bahn und bedient den unteren Teil des Hauptbahnhofs. Die Fernbahn soll zwischen Ostbahnhof und Zoologischer Garten vom 12. Juni bis 16. Dezember 2026 vollständig gesperrt werden, um verschiedene Maßnahmen umzusetzen. Dabei soll auch ein soll ein doppelter Gleiswechsel im Westkopf des Hauptbahnhofs in Betrieb gehen. Eine weitere Entlastung soll eine dichte Blockteilung mit ETCS in den 2030er Jahren bringen.
2018 war der Abschnitt zwischen Friedrichstraße und Hackescher Markt, mit ca. 230.000 Fahrgästen täglich, der meistbefahrene Abschnitt der Berliner S-Bahn.
Weitere Informationen zum S-Bahn-Verkehr auf der Stadtbahn finden sich im Artikel S-Bahn Berlin.

## Tarifbezeichnung

Auch Bahnsteigkarten wurden zeitweise mit der Sammelbezeichnung Berlin Stadtbahn ausgegeben

Bis Mai 2006 gab es die Tarifbezeichnung Berlin Stadtbahn, seitdem nur noch Berlin. Eisenbahnfahrkarten zu oder von Bahnhöfen der Stadtbahn werden für Entfernungen über 100 Kilometer mit dieser Zielbezeichnung ausgegeben. Diese Fahrkarten erlauben dann die Fahrt mit der S-Bahn ab oder bis zum gewünschten Bahnhof auf der Stadtbahn sowie innerhalb des S-Bahn-Rings (ostwärts sogar bis zum Bahnhof Berlin-Lichtenberg). Die Berechnung der Tarifkilometer bezog sich dabei immer auf den Bahnhof Berlin-Friedrichstraße. Dieses Verfahren wird als tarifliche Gleichstellung bezeichnet.

## Verhältnis zwischen der Berliner Stadtbahn und dem BegriffS-Bahn
Der heute weithin verwendete Begriff S-Bahn für den Schienenpersonennahverkehr in deutschsprachigen Großstädten und Ballungsgebieten ist keine Abkürzung für die Berliner Stadtbahn. Die Begrifflichkeit S-Bahn entstand, als im Dezember 1930 die Berliner Stadt-, Ring- und Vorortbahnen unter einer gemeinsamen „Marke“ und dem bekannten Logo zusammengefasst wurden. Es ist nicht eindeutig geklärt, wofür der Buchstabe S stehen sollte. Vermutlich hat er seinen Ursprung im bereits 1930 für den Begriff Stadtschnellbahn nachweisbaren Kürzel SS.